# قاسم حاجی‌زاده
قاسم حاجی‌زاده (زادهٔ ۱۲ فروردین ۱۳۲۶) نقاش ایرانی مقیم فرانسه است. حاجی‌زاده در لنگرود بزرگ شد و در هنرستان هنرهای تجسمی تهران تحصیل کرد. او از پیشگامان هنر مردمی در ایران است.
او که به توصیهٔ اردشیر محصص به نقاشی فیگوراتیو روی آورده بود، در اواخر دههٔ ۱۳۴۰ شروع به برگزاری نمایشگاه‌های نقاشی در تهران کرد. مهم‌ترین آثار او نقاشی از روی عکس‌های دوران قاجار بود. پس از انقلاب سال ۱۳۵۷، مهم‌ترین موضوع نقاشی‌های او نهضت جنگل و میرزا کوچک خان جنگلی بودند. او در سال ۱۳۶۵ به فرانسه مهاجرت کرد و از آن زمان در آنجا به فروش آثارش و آموزش نقاشی می‌پردازد.
بیشتر کارهای حاجی‌زاده بر پایهٔ استفاده از رنگ روغن، گواش و اکریلیک است. او در اغلب آثارش با مهارت در طراحی چهره‌ها، با نگاهی مردم‌نگارانه فضاهای نوستالژیک و قدیمی دیروز را در ذهن مخاطب بازسازی می‌کند و در دستهٔ دیگری از آثارش که به انتزاع گرایش بیشتری دارد، رویکردهای مفهومی و معناگرایانه را دنبال می‌کند.

## زندگی

### کودکی و نوجوانی

حاجی‌زاده در سال ۱۳۳۸

قاسم حاجی‌زاده در ۱۲ فروردین ۱۳۲۶ در لاهیجان، گیلان، ایران زاده شد. پدرش اصالتاً ترکمن بود و مادرش اهل یکی از روستاهای اطراف لاهیجان. در کودکی در خانه‌ای به همراه چند خانوادهٔ دیگر زندگی می‌کردند که پدر یکی از این خانواده‌ها عکاس بود و در حیاط خانه از مردمی که به این منظور به سراغش می‌رفتند عکس می‌گرفت. فرایند ظهور عکس برای حاجی‌زادهٔ کوچک شگفت‌انگیز به نظر می‌رسید. در همین دوران بود که پدرش دوربین عکاسی معمولی‌ای خرید و از کودکی او و خانواده‌اش عکس‌های بسیاری گرفت. حاجی‌زاده با این‌که زادهٔ لاهیجان بود ولی از آن‌جا که پدرش کمی بعد در یک کارخانهٔ چای در لیلاکوه، در جنوب لنگرود، به عنوان کارشناس چای استخدام شد، به لنگرود نقل مکان کردند و در نتیجه قاسم در این روستای کوهپایه‌ای در باغ‌های چای بزرگ شد.
وقتی به سن تحصیل رسید به لنگرود رفتند که تنها چند کیلومتر با لیلاکوه فاصله داشت و در نتیجه باز هم بیشتر ایام را در ده می‌گذراند. پدرش برای او چنین در نظر گرفته بود که او دیپلم کشاورزی بگیرد و سپس او را به هند بفرستند تا مهندس کشاورزی یا چای‌ساز شود و به شهرش بازگردد. بنابراین او را در لنگرود به مدرسهٔ کشاورزی «محزون آزموده» فرستادند؛ مدرسه‌ای روستایی که در آن‌جا صبح‌ها درس می‌خواندند و بعدازظهرها کار کشاورزی می‌کردند. برخی از کتاب‌های درسی‌شان دربارهٔ گیاهان و کشاورزی و دامپروری بود و دانش‌آموزان موظف بودند برای شناخت بهتر گل‌ها و گیاهان از تصاویر آن‌ها نقاشی کنند. انجام این کار برای حاجی‌زاده بسیار لذت‌بخش بود و دیری نپایید که توانست این کار را از دیگر همکلاسی‌هایش بهتر انجام دهد. کلاس چهارم یا پنجم بود که یک نقشهٔ بزرگ جغرافی در کلاسشان نصب کردند. حاجی‌زاده که شیفتهٔ آن شده بود دوست داشت همهٔ آن را بکشد به‌خصوص منظره‌ای که از کوه دماوند در آن بود و چنین نیز کرد و آن را با رنگ روغن بی‌آن‌که کار با طرز کارش آشنا باشد کشید. خانواده که اشتیاق او را به نقاشی بیشتر از درس می‌دیدند، با آن مخالفت کردند؛ ولی این مخالفت به گفتهٔ خودش او را برای نقاشی حریص‌تر کرد. قاسم حاجی‌زاده از همان دوران تحصیل در مدرسهٔ کشاورزی که مجبور بودند از روی گل‌ها و گیاهان نقاشی کنند متوجه شد که نقاشی‌اش بهتر از کشاورزی‌اش است و این کار را بهتر از دیگر هم شاگردیانش انجام می‌دهد. او به رنگ علاقه‌مند بود اما چون معلم نقاشی نداشت چیز زیادی از نقاشی نمی‌دانست.

حاجی‌زاده در حال تابلوسازی

دورهٔ دبیرستان را در دبیرستان امیرکبیر لنگرود ثبت نام کرد و پس از مدتی با یک تابلونویس به نام «خوش‌نشین» آشنا شد که مغازه‌ای برای این کار داشت و ذوقی در نقاشی. دوستی با او حاجی‌زاده را با نقاشی بیشتر آشنا کرد. او که به نقاشی علاقه‌مند شده بود شروع کرد به تابلونویسی برای مغازه‌ها و در این تابلوسازی‌ها نقاشی‌هایی مرتبط با شغل مغازه‌داران هم می‌کشید. گاهی نیز کپی یا نقاشی مناظر اطراف را می‌کشید و از این‌که او را به عنوان نقاش می‌شناختند خوشحال بود. تا وقتی که ساکن لنگرود بود این مغازه را او اداره می‌کرد. معلمانش نیز به او بیشتر احترام می‌گذاشتند زیرا در آن دوران درآمد یک تابلونویسی حاجی‌زاده با حقوق ماهانهٔ معلمان مدرسه برابر بود.
در این دوره، هربار که به رشت می‌رفت، به آتلیهٔ حبیب محمدی، نقاش تحصیل‌کردهٔ شوروی و بنیانگذار نقاشی مدرن گیلان می‌رفت و از پشت شیشه، نقاشی‌های وی را که روی دیوار نصب بود و هنرجویانش مشغول کشیدن نقاشی پشت سه‌پایه‌ها بودند تماشا می‌کرد. دیدن این صحنه‌ها و آثاری که از نقاشان شوروی به صورت اصل یا پوستر، گاهی در بعضی از خانه‌های افراد متمول و اعیان رشت و گیلان می‌دید، انتظار او را از نقاشی و خودش بیشتر می‌کرد.

قاسم حاجی‌زاده؛ برندهٔ مسابقهٔ نقاشی سراسری؛ ۱۳۴۱

بعدها از طریق یکی از هم‌ولایتی‌هایش، شاپور طواف‌زاده که در هنرستان هنرهای تجسمی تهران درس خوانده بود و به علت فعالیتی که به عنوان کاریکاتوریست در نشریهٔ توفیق داشت در گیلان اسم و رسمی پیدا کرده بود، فهمید در تهران جایی است که نقاشی یاد می‌دهند به اسم هنرستان که می‌شود در آن در رشتهٔ نقاشی ادامهٔ تحصیل داد؛ بنابراین حاجی‌زاده پس از گرفتن مدرک سوم دبیرستان به تهران رفت و در کنکور ورودی «هنرستان هنرهای تجسمی پسران» ثبت‌نام کرد. موضوع امتحان عملی طراحی از مجسمه بود ولی او تا آن زمان چنین کاری نکرده بود و از آن‌جا که طراحی نمی‌دانست در این آزمون رد شد و دوباره به گیلان برگشت. سال چهارم دبیرستان را نیز به ناچار در رشتهٔ ادبی درس خواند ولی به دلیل مصمم بودن برای تحصیل در هنرستان، آن سال را یکسره طراحی کرد. سال بعد دوباره به تهران برگشت و این‌بار در کنکور پذیرفته شد. اما پدرش با تحصیل او در هنرستان مخالف بود و به همین دلیل قاسم حاجی‌زاده از خانه فرار کرد و در تهران ماند و در این شهر به نقاشی پرداخت و در هنرستان درس خواند.

### تحصیل در تهران

قاسم حاجی‌زاده در هنرستان؛ ۱۳۴۵

دوران تحصیل حاجی‌زاده در هنرستان سال‌های ۱۳۴۳ تا ۱۳۴۶ بود. آموزگاران او در این سال‌ها عبارت بودند از: علی آذرگین، بهروز گلزاری، اصغر داوودی، ابوطالب مقیمی، علی قهاری، غلامحسین نامی و محسن وزیری مقدم. به گفتهٔ او مؤثرترین معلم او در هنرستان، وزیری مقدم بود که به آن‌ها قدرت تفکر و دیدن را می‌آموخت. او در این دوره با بهرام خائف، رحیم ناژفر و مرتضی رفیعی همکلاس بود. پس از تحصیل در هنرستان نقاشی به بخش جدایی‌ناپذیر زندگی او بدل شد. شیوهٔ نقاشی او در این دوران به تبعیت از معلم مورد علاقه‌اش، وزیری مقدم، آبستره بود اما لابه‌لای فرم‌های آبستره گاه حضور پیکره یا چهره‌ای نیز نمود می‌یافت.
حاجی‌زاده در سال ۱۳۴۶ پس از پایان تحصیل در هنرستان به سربازی رفت و به بندرعباس اعزام شد. در این دوران با وجود همهٔ مشکلات و محدودیت‌های سربازی با جدیت به نقاشی ادامه داد و پس از بازگشت مجدد به تهران این جدیتش بیشتر شد و در سال ۱۳۴۸ اولین نمایش انفرادی آثارش را در تالار قندریز برگزار کرد.
حاجی‌زاده برای ماندن در تهران و تأمین مخارج زندگی به کارهایی نظیر کار در کارخانهٔ چینی‌سازی و نقاشی روی چینی و پتینه‌کاری روی بدل‌هایی از اشیای عتیقه می‌پرداخت. یکی–دو سال پس از پایان دوران سربازی به عنوان گرافیست در سازمان رادیو و تلویزیون ملی ایران استخدام شد و شروع به کار کرد. همچنین در مجلهٔ تماشا در کنار قباد شیوا و ایرج گرگین به فعالیت مشغول بود. در این دوران از کار که به خانه برمی‌گشت تا آن‌جا که توان داشت نقاشی می‌کشید. حاجی‌زاده بدین ترتیب دومین نمایشگاه انفرادی آثارش را در سال ۱۳۵۰ دوباره در تالار قندریز برگزار کرد.

قاسم حاجی‌زاده با دوستان در چمخاله؛ ۱۳۴۳

### نقاشی پاپ
حضور و فعالیت نقاشانهٔ حاجی‌زاده در تهران منجر به افزایش دامنهٔ دوستانش شد. او با اردشیر محصص، دیگر نقاش لاهیجانی آشنا شد و این آشنایی روزبه‌روز بیشتر می‌شد به طوری که هر روز به شکلی با هم در تماس بودند. در نهایت به درخواست محصص کارش را رها کرد تا تنها به نقاشی بپردازد. آن ایام سال‌های اوج‌گیری هنر پاپ در آمریکا بود و محصص با شناختی که از این جریان داشت حاجی‌زاده را به این سمت سوق داد. نقاشی از پرترهٔ شاعران مقدمهٔ ورود قاسم حاجی‌زاده به نقاشی پاپ بود. حاصل این رویکرد تازه در سال ۱۳۵۱ در انجمن فرهنگی ایران و آمریکا به نمایش درآمد.

حاجی‌زاده با همسر اول؛ ۱۳۴۹

در آن دوران اردشیر محصص طرح‌هایی از روی عکس‌های دوران قاجارها می‌کشید و این الهام‌بخش حاجی‌زاده شد تا به ظرفیت بصری عکس‌های قدیمی خانوادگی و مطبوعاتی توجه کند. حاجی‌زاده همواره به عکس، به ویژه عکس‌های قدیمی علاقه داشت و برایش خاطره‌انگیز بود. او از کودکی با تماشای پوسترهای نقاشی‌های روسی روی دیوار نگارخانه‌ها شیفتهٔ زرق و برق لباس‌های روسی بود و لباس‌های اشراف و ارتشی‌های دوران قاجار هم برایش همین حس را داشت. با چنین انگیزی‌ای بود که شروع کرد به جمع‌آوری عکس‌های قدیمی، پوسترهای سینما، پرتره‌هایی از زنان شهر نو، پرترهٔ خوانندگانی نظیر مهوش، قمرالملوک وزیری، داریوش رفیعی و دیگران و تصنیفات روز. او با اندک تغییری در عکس‌های آشنا، رنگ‌گذاری نامحدود، انتخاب برش‌های غیرعادی از عکس، جداسازی آشکار یا پنهان، جرح و تعدیل فضا و رابطه‌ها و ترکیب‌ها، به آشنایی‌زدایی دست زد و توانست دوره‌ای طولانی، به اندازهٔ چند نمایشگاه از عکس به عنوان مادهٔ خام نقاشی‌هایش استفاده کند. قدیمی‌ترین کارهای او در این زمینه پرترهٔ شاپور و مهوش است. او در سال ۱۳۵۴ در نمایشگاه‌اش در انستیتو گوته، اسکچ‌هایی از تابلوهای آینده‌اش را به نمایش گذاشت که شامل جوانان قدیم، اعراب، رقاصگان، بزرگان خاندان و عزیزان فراموش‌شده بود که در طرح‌هایی عصبی و قلم‌انداز و به خلاصه‌ترین شکل ظاهر می‌شوند؛ طرح‌هایی که بیشتر حالت کاریکاتوری داشتند و حاوی اغراقی در تناسبات و حالات سوژه بودند.
تا مدت‌ها روش نقاشی حاجی‌زاده ترکیبی بود از فضای آبسترهٔ آثار پیشینش با فیگورهایی که به آثارش راه یافته بودند. بعدها کم‌کم عکس بدل به مهم‌ترین مرجع کارهایش شد به طوری که او از روی عکس، به ویژه عکس‌های قدیمی کار می‌کرد. حاجی‌زاده در ۱۳۵۴ موفق به سفری چندماهه به نیویورک شد. حضور در محافل و مراکز هنری این شهر تأثیر تعیین‌کننده‌ای در نگرش او نقاشی و اهمیت آن داشت. در مدتی که در آمریکا بود با منوچهر یکتایی ملاقات کرد و وقتی نقاشی‌هایش را به او نشان داد یکتایی دربارهٔ نقاشی‌های او گفت: «نقاشی یا باید آبستره باشد یا فیگوراتیو.» پس از آن، وقتی که او به تهران بازگشت دیگر در آثارش فرم‌های آبستره را ادامه نداد. پس از چندی، یکتایی در بازدید از تهران آثار تازهٔ او را دید و آن‌ها را کاملاً تأیید کرد.

قاسم حاجی‌زاده در کنار هواداران در متل قو؛ ۱۳۵۴

حاجی‌زاده در سال ۱۳۵۵ تابلوهای رنگی‌اش از همین فضاها در انجمن ایران و آمریکا ارائه کرد که به گفتهٔ جواد مجابی، در آن‌ها از عکس‌های خانگی، عکس‌های صفحات حوادث، روی جلد مجلات زرد، او را به درون روابطی می‌خوانند که او با خونسردی به تبیین روابط اجتماعی آنان در تابلوهایش می‌پردازد. در ۱۳۵۶ او منظره‌سازی را سوژه قرار می‌دهد. در عکس‌ها آدم‌ها و مناظر مختصات زمانی‌شان را حفظ می‌کنند ولی هنگام استفادهٔ مجدد از آن در نقاشی این مشخصات زمانی و مکانی تحت‌الشعاع زمان‌نگاری ناشی از تخیل نقاش قرار می‌گیرد به طوری که نشانه‌نگاری زمانی و مکانی در چهارچوب بوم با معنای تاریخی عکس ارتباطی اندک دارد.

### انقلاب ۱۳۵۷
طی ماه‌های اوج‌گیری انقلاب ۱۳۵۷، ایام پرآشوب پس از آن، شروع جنگ ایران و عراق، تعطیلی گالری‌ها و رکود در فضای هنرهای تجسمی ایران، قاسم حاجی‌زاده همچنان به نقاشی ادامه داد. در این دوران روش کار او تغییری نمی‌کند و کماکان سوژه‌هایش را از میان عکس‌های قدیمی برمی‌گزیند و نقاشی از «زنان قلعه» را ادامه می‌دهد. در کشاکش انقلاب او همچنین به عکس‌های فامیلی و عکس از آدم‌هایی علاقه‌مند می‌شود که هیچ شناختی از آن‌ها ندارد و تنها به صرف نکته‌ای طنزآمیز انتخابشان می‌کند:
مثلاً مردی که چندین ازدواج کرده تا صاحب پسر شود، ولی هربار دختر نصیب او می‌شده است؛ تا بالاخره در پنجاه‌سالگی صاحب پسر شده. بعد که [پسرش] سه یا چهار ساله شده، رفته و از خود و فرزندش، در حالی که روی چهارپایه ایستاده تا هم‌قد پدر شود عکس گرفته است. در عکس آن‌ها هم‌قد هستند ولی اختلاف سنی عظیمی میانشان وجود دارد. از این موضوعات تا آن‌جا که می‌شد نقاشی کردم. آن‌قدر که دیگر نه رنگی برایم ماند و نه مقوا و بومی که روی آن‌ها نقاشی کنم. این دوره را یکی از دوره‌های خوب کاریم می‌دانم؛ دوره‌ای که به‌راستی فقط به خاطر خود نقاشی، نقاشی می‌کشیدم و خواستهٔ دیگری غیر از آن پشتش نبود.
در کنار موضوعات دیگر، موضوع تازه‌ای که در سال‌های پس از انقلاب ۱۳۵۷ به آن پرداخت، نقاشی از عکس‌های مربوط به جنبش جنگل و میرزا کوچک‌خان بود. او خود در اینباره می‌گوید:
همیشه زندگی میرزا برای من یک راز بود. اسم او را می‌شناختم ولی می‌دیدم که همه دربارهٔ او زیرگوشی و به‌آهستگی حرف می‌زنند. گاه می‌شنیدم آواز زنان و مردانی که در هنگام کار در مزارع چای و شالیزارها راجع به چشم‌های سبز میرزا و قهرمانی‌های او و یارانش می‌خواندند. یادم است در کودکی، پدرم برای کوتاه‌کردن موهایم مرا نزد سلمانی (آرایشگر) پیری می‌برد که گویا یکی از یاران میرزا بود و با او دربارهٔ میرزا حرف می‌زد. پدرم نیز عکسی از میرزا داشت که در قابی به دیوار اتاق زده بود؛ منتها پشت این قاب نیز عکسی از یک منظره بود تا در مواقعی که احساس خطر کرد، قاب را پشت‌ورو کند؛ بنابراین میرزا و فداکاری‌ها و قهرمانی‌هایش حضوری زنده اما گنگ در ضمیر من داشت؛ تا این‌که کتابی دربارهٔ میرزا توسط ابراهیم میرفخرایی که از یاران بسیار نزدیک او بود چاپ شد. به توصیهٔ دوستی (محمود پاییزه، شاعر) این کتاب را خواندم و از واقعهٔ قیام جنگل و میرزا و یاران او تصویر روشنی یافتم.

قاسم حاجی‌زاده در کنار محمدرضا شاه پهلوی؛ نمایشگاه بین‌المللی تهران؛ ۱۳۵۵

نخستین تابلوی حاجی‌زاده در زمینهٔ جنبش جنگل چهرهٔ بسیار بزرگی بود از ابراهیم حشمت به ابعاد ۳×۲ متر و به صورت آبستره و فیگوراتیو که در آن سر او دارزده به نظر می‌رسید. در سال ۱۳۵۵ این تابلو به همراه دو تابلوی دیگر، یکی از مهوش و دیگری از زنی قاجاری با بچه‌ای بی‌سر در بغل در نمایشگاهی گروهی شرکت داده شد. در روز افتتاح، محمدرضا شاه پهلوی و شهبانو فرح نیز از آن بازدید کردند. محمدرضا پهلوی هنگام رسیدن به تابلوی ابراهیم حشمت از او دربارهٔ صاحب عکس پرسید و وقتی نام را فهمید چهره‌اش در هم رفت و سپس از زن قاجار و بچهٔ بی‌سرش پرسید و در آخر از تابلوی مهوش تعریف کرد. پس از رفتن وی امیرعباس هویدا نزد حاجی‌زاده رفت و با اشاره به نقاشی‌های ابراهیم حشمت و زن قاجار به او گفت این‌ها را کنار بگذار و «مهوش» را ادامه بده.
حاجی‌زاده که در دورهٔ دودمان پهلوی از نمایش نقاشی‌های میرزا کوچک‌خان منع شده بود، فقط می‌توانست در خفا در این مورد نقاشی کند. با وقوع انقلاب فرصتی شد تا او به‌طور جدی موضوع جنبش جنگل را ادامه دهد. برای این منظور با کمک محمود پاییزه و محمدرضا اصلانی ملاقاتی با ابراهیم فخرایی داشت و او پس از اطلاع از قصد حاجی‌زاده، همهٔ عکس‌هایی که داشت در اختیار حاجی‌زاده قرار داد و حاجی‌زاده نیز پس از عکس‌گرفتن از آن‌ها باعجله و شتاب و تمام مدت، شبانه‌روز مشغول خلق سری نقاشی‌های میرزا کوچک‌خان شد. در این دوران او اغلب در آپارتمانش مشغول کشیدن نقاشی بود و کمتر از خانه خارج می‌شد و فقط صبح‌ها برای دواندن سگ شکاریش و کمی ورزش با ماشین به لشگرک می‌رفت. حاجی‌زاده دوران خانه‌نشینی و نقاشی پی‌درپی مجموعهٔ جنبش جنگل را در نهایت در حوالی سال ۱۳۶۴ به پایان رساند. او این مجموعه را در ۱۳۶۴ در نگارخانهٔ مجموعهٔ آزادی و گالری سیحون به نمایش گذاشت و سپس با خوشحالی تصمیم گرفت آن‌ها را چاپ کند. او از آثارش آلبومی تهیه کرد و به اداره‌ای به نام انتشارات برد. آن‌جا دو–سه نقاش بودند که او را می‌شناختند. آلبوم را از او تحویل گرفتند و گفتند برای گرفتن جواب برو چند روز دیگر بیا؛ اما وقتی به آن‌جا برگشت آلبوم نقاشی‌هایش را زیر پای دربان آن‌جا یافت و این اولین شوک به او بود. سپس به انتشارات کودکان رفت که چند دوست قدیمی‌اش آن‌جا بودند، اما آن‌ها عذرخواهی کردند و گفتند در راستای زمینهٔ کارشان نیست. یکی از دوستانش به او پیشنهاد داد «حالا که نمی‌توانی آثارت را چاپ کنی، در موزه هنرهای معاصر تهران نمایشگاه بگذار.» هنگامی که او به آن‌جا رفت، «خوشنویس» رئیس وقت موزه، پاسخ به درخواست او را به جلسهٔ مشورتی موکول کرد و پس از چند روز که به آن‌جا برگشت به او گفت: «آقای حاجی‌زاده بهتر است از ایران بروی» و برادر غلامحسین نامی را خواند و گفت: «کمک کن آقای حاجی‌زاده بتواند نقاشی‌هایش را همراه خود ببرد.» حاجی‌زاده بلیطی برای پرواز به فرانسه خرید ولی یک روز پیش از سفر دوباره نزد مدیر موزه رفت و گفت کار اشتباهی انجام نداده و از دلیل ممنوعیت آثارش پرسید. رئیس موزه گفت در کمیته افرادی هستند که در صورت اطلاع از حضور حاجی‌زاده در ایران ممکن است «سر او را ببرند.» حاجی‌زاده دلیل این مخالفت را نداشتن ذهنیت اسلامی یا دینی و کشیدن چهره کسانی چون خوانندگان آن دوره می‌داند. در نهایت، قاسم حاجی‌زاده در سال ۱۳۶۵ به علت محدودیت کاری در ایران به پاریس مهاجرت می‌کند.

### مهاجرت به پاریس
فرانسه نخستین کشوری بود که به وی روادید داد. پیش از رفتن، وی نقاشی‌هایش را پنهان کرد و با خود نبرد. آنها را در یک بسته گذاشت و با پست فرستاد. او به این دلیل که فرانسه به هنر احترام می‌گذاشت از این کشور درخواست کارت اقامت کرد.
حاجی‌زاده در سال ۱۳۶۵ تن به مهاجرت از ایران داد، ولی این مهاجرت را دوست نداشت. او طی هفت سال پس از انقلاب ۱۳۵۷ ایران، بی‌آن‌که فروشی داشته باشد یک‌سره کار کرده بود. حاجی‌زاده با وجود این که برای تأمین مخارج زندگی مجبور به فروش وسایل زندگی‌اش شده بود، از وضعیت زندگیش رضایت داشت و تمایلی برای مهاجرت نداشت، ولی به اعتقاد خودش مجموع شرایط او را وادار به مهاجرت کرد. به باور حاجی‌زاده، ورود وی به فرانسه آغازگر مشکلات بسیار در زندگی‌اش بوده است که همواره ادامه داشته‌اند. حاجی‌زده هنگام اقامت در فرانسه چهل سال سن داشت و شخصیت هنری تثبیت شدهٔ او با محیط فرهنگی فرانسه تفاوت زیادی داشت. ناآشنایی با زبان هم به این فاصله دامن می‌زد.
حاجی‌زاده در بدو ورود به پاریس به دیدار دوستانش در آن‌جا نظیر کامران دیبا، لیلی متین دفتری، بیژن صفاری، فریبا غفاری رفت و آثارش به‌خصوص مجموعهٔ میرزا کوچک‌خان را که با خود از ایران آورده بود به آن‌ها نشان داد. همهٔ دوستانش به‌جز کامران دیبا از آن‌ها استقبال کردند. در آن میان دیبا که روزگاری رئیس موزهٔ هنرهای معاصر تهران بود به او گفت: «باید این نقاشی‌ها را کنار بگذاری و به سراغ نقاشی‌های روز دنیا بروی. این کارهای تو لهجه دارد و هنر امروز، لهجه را قبول نمی‌کند.» با این وجود حاجی‌زاده به پیشنهادهای دیبا عمل نکرد زیرا اعتقاد داشت در ایران رشد کرده و به دنیا از نگاه یک ایرانی می‌نگرد و سعی داشت همان‌طور که نگاهش شکل گرفته نقاشی کند. حاجی‌زاده به محض ورود به پاریس، در سال ۱۳۶۶ در گالری «کارولین کور» پاریس به زعم خود مهم‌ترین نمایشگاه زندگی‌اش را برگزار کرد. در این نمایشگاه مجموعهٔ میرزا کوچک‌خان او با استقبال گستردهٔ مردم فرانسه مواجه شد. این استقبال او را به این باور رساند که آن‌ها نیز او را با همان لهجهٔ ایرانی‌اش می‌پسندند. این نمایشگاه در جامعهٔ هنری فرانسه مقبول واقع شد و تعدادی از آثارش به فروش رفت و کارش ادامه پیدا کرد؛ پیشنهاد و سفارش تعدادی نقاشی برای ساخت یک فیلم به نام نامهٔ فراموش‌شده و نقشی که برای این منظور به او دادند نیز از پیامدهای آن بود. نقاشی‌هایش در فیلم جزئی از داستان بود و خود وی نیز در آن فیلم به جای هنرپیشه‌ای که نقش نقاش را داشت، نقاشی می‌کرد. با پولی که از این کار کسب کرد توانست برای پلیس فرانسه مدرک تهیه کند که در آن‌جا پس‌انداز و درآمد دارد تا امکان اقامتش تثبیت شود.

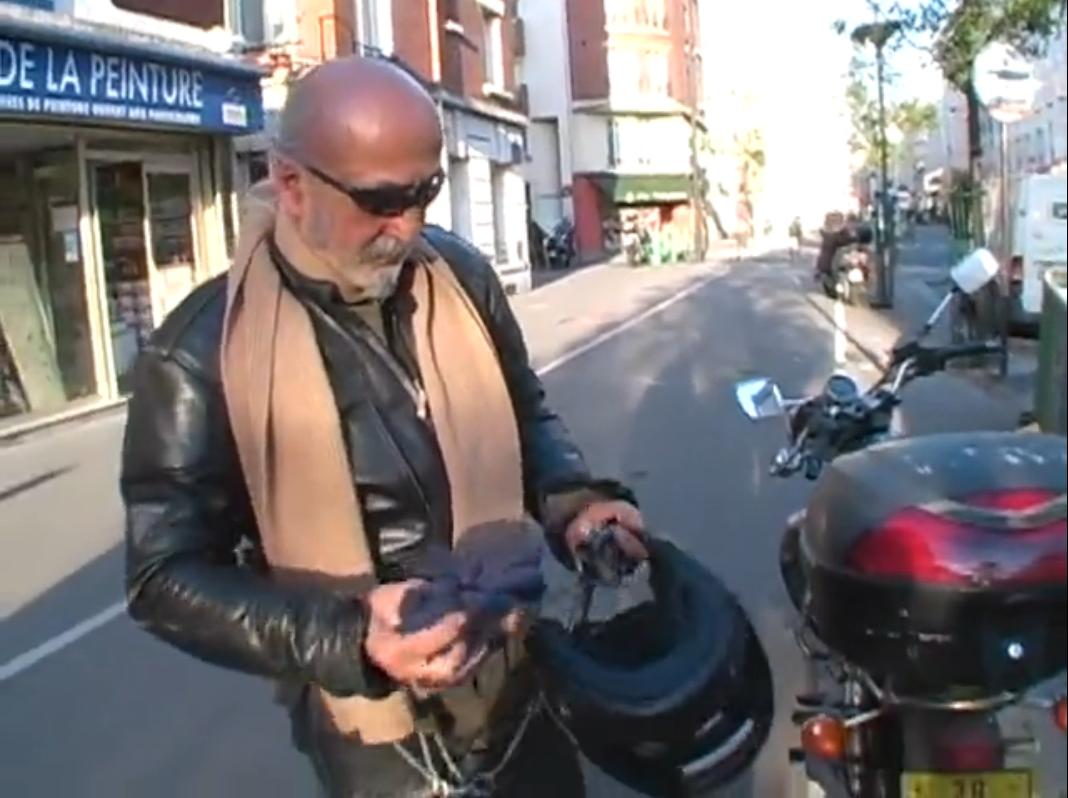
حاجی‌زاده مقابل آتلیه‌اش در پاریس؛ او برای رفت‌وآمد از موتور استفاده می‌کند.

مدتی بعد از سوی سفارت ایران با او تماس گرفتند و به او گفتند که مشکلی برای بازگشت به ایران ندارد. در آن دوران معصومه سیحون آن‌جا بود و در دو–سه ماه حضور تقریباً هر روز حاجی‌زاده را به ناهار دعوت می‌کرد و می‌گفت می‌خواهد برایش نمایشگاه برگزار کند. در نهایت حاجی‌زاده بالاخره به ایران برگشت و در گالری سیحون نمایشگاه گذاشت. در سال ۱۳۷۱ بالاخره کتاب میرزا کوچک‌خان را با عنوان «یاد سبز» منتشر کرد که بعدها بر این باور شد که به لحاظ مالی «کلاه گشادی به سر او گذاشته‌اند.» وقتی برای سفر به پاریس می‌رفت با معصومه سیحون قرار نمایشگاه بعدی‌اش را گذاشت اما زمانی که به تهران بازگشت اجازهٔ برپایی نمایشگاه در گالری سیحون را به او ندادند. وقتی که پیگیری کرد به او گفتند: «حاجی‌زاده ممنوع‌النمایشگاه است.» رئیس آن وقت موزه به او گفت: «می‌توانی در خانه‌ات نمایشگاه بگذاری اما حق نداری کارت دعوت چاپ کنی؛ تنها می‌توانی با تلفن آدم‌ها را دعوت کنی.» حاجی‌زاده نیز همین کار را کرد و تقریباً همهٔ آثارش در خانه‌اش به فروش رفت اما از آن‌جا که این رفتار خیلی آزرده بود پس از آن آپارتمانش در تهران را فروخت و برای همیشه از ایران رفت.
حاجی‌زاده در سال‌های پس از مهاجرت از ایران و زندگی در فرانسه تنها از طریق فروش آثارش و آموزش نقاشی روزگار می‌گذارند. او می‌گوید «هنوز با هر محیط زندگی‌اش اخت نشده و هنوز نتوانسته کاملاً با خیال راحت نقاشی کند و هنوز صبح‌ها که از خواب برمی‌خیزد خیال می‌کند در تهران است.»

## سبک

حاجی‌زاده (جلو) و بهنام ناطقی (پشت) در آتلیهٔ قاسم حاجی‌زاده در خیابان کلر پاریس

بیشتر کارهای حاجی‌زاده بر پایهٔ استفاده از رنگ روغن، گواش و اکریلیک است. او برای القای قدمت و ایجاد نوعی رنگ منوکروم در سوژه‌های نقاشی‌هایش از روش میکس مدیا بهره می‌برد. در این شیوهٔ نقاشی آب و روغن جایی ندارد؛ او نخست برای نقاشی از اکریلیک و آبرنگ استفاده می‌کند و سپس برای اتمام کار جلا به کار می‌برد تا علاوه‌بر محافظت از آثارش، نمایی قدیمی و آنتیک هم در تابلوها ایجاد کند.
حاجی‌زاده در دهه ۱۳۸۰ به بعد در برخی از کارهایش با حذف رنگ و تنها با مداد و در ابعاد بزرگ نقاشی کرده است و گفته امکانات عجیب مداد سیاه را تازه کشف کرده است.
نگاه مردم‌نگارانهٔ قاسم حاجی‌زاده در اغلب آثارش و مهارت او در طراحی چهره‌ها، فضاهای نوستالژیک دیروز را در ذهن مخاطب بازسازی می‌کند و در عین حال، در دستهٔ دیگری از آثارش که به انتزاع گرایش بیشتری دارد، رویکردهای مفهومی و معناگرایانه را دنبال می‌کند. به اعتقاد بهنام ناطقی، نقاشی حاجی‌زاده نوعی تخیل و بازسازی گذشته‌ای‌ست که وجود نداشته؛ گذشته‌ای که خود او هرگز تجربه نکرده است. آثار حاجی‌زاده تخیلی‌ست دربارهٔ چیزی واقعی از میان عکس‌های گذشته که به آن شاخ و برگ داده و باری از اشاره و حس فرهنگی و سیاسی را به عکس‌هایی که برگزیده اضافه کرده است. شهروز نظری دلیل این مسئله را اندکی دخل و تصرف، حذف و تعمداً خام‌دستی اغراق‌شده به‌طور همیشگی در نقاشی‌های حاجی‌زاده می‌داند که در پی آن عکس اولیه اهمیت بصری‌اش را نزد بیننده از دست می‌دهد. به نوشتهٔ جواد مجابی، او بخشی از روابط موجود در عکس را محو کرده، جزئی را حذف و جزئی را انتخاب می‌کند و سندی می‌سازد که نگاه او را دارد و در فضای شنگولانهٔ ذهن طبیعت‌پرداز او جریان دارد؛ گرچه او قصد تمسخر آن روابط را ندارد اما مسخرگی آن روابط را گرچه قهرمانانش جدی‌اش گرفته‌اند، نشان داده و ماهیت درونی یک سند اجتماعی را نشان می‌دهد.
آخرین دوره از کارهای قاسم حاجی‌زاده در ایران مجموعهٔ «کوچک جنگلی» است. از این مجموعه نقاشی کتابی به نام «یاد سبز» نیز به چاپ رسیده است که در آن به تعبیر شهروز نظری، عشقی کودکانه و ناسیونالیستی به قهرمان جمهوری جنگل قابل مشاهده است. در یکی از آثار این دوره، شمایل میرزا کوچک جنگلی با هیبتی اغراق‌شده روبه‌روی بیننده ایستاده است؛ شاخه‌های پس‌زمینهٔ درختان گویی از تن او بیرون زده‌اند و تصویر میرزا با ریشه‌هایی در آب و خاک تداعی‌کنندهٔ درختی تنومند است؛ درختی که با گل‌های محلی احاطه شده است. نظری نوع قلم‌گیری بدوی حاجی‌زاده در این آثار را گاه یادآور آثار فریدا کالو و تصویری می‌داند برای «ارائهٔ نسخه‌ای بومی از عکسی که شاید هیچ‌وقت قرار نبود به تصویری قهرمانانه از سردمدار نهضت جنگل بدل شود.»
حاجی‌زاده در سال‌هایی که در پاریس حضور داشته در نقاشی همچنان روند گذشته‌اش را ادامه می‌دهد و از عکس‌های قدیمی ایرانی مایه می‌گیرد و با کمک اغراق‌ها، دخل و تصرف یا تحریف‌هایی که در عکس می‌کند کار خود را پیش می‌برد. با این وجود، او که در نخستین سال‌های اقامتش در پاریس هنوز به شیوهٔ پیشینش که شامل دخل و تصرف در متن عکس‌ها بود وفادار مانده بود و به نوشتهٔ مجابی، پرداخت ساده و بی‌آرایهٔ کارهایش او را در زمرهٔ نقاشان «نائیف» می‌آورد، در نمایشگاه‌هایی که در فاصلهٔ سال‌های ۱۹۸۲–۱۹۸۹ به اهتمام گالری کارولین کور در پاریس برپا کرد تغییرات تازه‌ای در شیوهٔ کار خود نشان داد. او در اواخر دههٔ ۱۹۸۰ از اسلوب آزمودهٔ خود فاصله می‌گیرد و نوعی کارکرد مینیاتوری بر تابلوهایش مستولی می‌شود. او با تکیه بر منابع فرهنگ بومی و شگردهای فنی که از نقاشی قهوه‌خانه‌ای و مینیاتورهای ایرانی نشانه دارند، می‌کوشد در عرصهٔ نقاشی جهانی خود را به عنوان هنرمندی معرفی کند که علایق استواری به فرهنگ سرزمین مادری‌اش دارد، بی‌آن‌که گرفتار نوستالژی مهاجران یا مقهور تربیت سنتی اسلوب‌های بومی گردد. او از این دوره به بعد شخصیت‌هایش را از قید جاذبه و تناسبات روزمره و هیجانات ژورنالیستی می‌رهانند، فضای نقاشی‌هایش رنگین‌تر و پیچیده می‌شود، آدم‌ها عریض و غول‌آسا می‌گردند، طبیعت را از خود عبور می‌دهند و در طبیعت حلول می‌کنند، تناسب و هماهنگی اندام‌هایشان بیشتر تابع ظرفیت‌های کشدار و خیالی رنگ و خط می‌شود تا کارکرد فیزیولوژیکشان که بر اثر عادت شناخته‌ایم. او درهم‌آمیزی اکنون و گذشته را به مدد پرسپکتیوهای متداخل و بازی با فضاهایی که در یکدیگر محو یا آشکار می‌شوند نشان می‌دهد و بدین‌گونه، چیزها یا کسانی را از گذشته به امروز و از اکنون به قدیم می‌برد. آثار حاجی‌زاده از شمایل‌سازی مذهبی ایرانی بسیار مایه دارند و موضوعات مختلف آن‌ها به تاریخ معاصر ایران بازمی‌گردند.

لیلاکوه، از روستاهای شهرستان لنگرود

با این‌که حاجی‌زاده سال‌هاست در فرانسه زندگی می‌کند ولی در نقاشی او نشانی از این کشور و تأثیر آن دیده نمی‌شود. او خود بیشتر به نیویورک علاقه دارد تا فرانسه و ذهنش میان نیویورک و لیلاکوه، یعنی جایی که در آن بزرگ شده است می‌گردد.
نقاشی‌های حاجی‌زاده در جامعهٔ هنری ایران جایی برای خود باز کرده است. در سال‌های ابتدایی فعالیت او منتقدان می‌گفتند او یکی از پیشگامان هنر مردمی در ایران است. وی نیز خود را متعلق به این سبک هنری می‌داند.

## موضوعات
نقاشی‌های حاجی‌زاده بر اساس عکس‌هایی از دوران قاجاریان و همچنین چهره‌های فرهنگی و هنری معاصر ایران و همچنین زندگی مردم با استفاده از عکس‌های روزنامه‌هاست. یکی از موضوعات نقاشی‌های حاجی‌زاده قهرمانان هستند: میرزا کوچک‌خان جنگلی، چه گوارا، محمد مصدق و صادق هدایت. از دیگر موضوعات نقاشی‌های او سوژه‌هایی چون روسپی‌ها و مردان زن‌نمای تهران‌اند که به گفتهٔ خودش «زندگی‌های دوگانه داشتند؛ روزها با زن و بچه‌هایشان یک زندگی معمولی را می‌گذراندند و شب‌ها در دوره‌های خصوصی خودشان با لباس زنانه شرکت می‌کردند.» حاجی‌زاده سوژهٔ نقاشی‌هایش را لابه‌لای عکس‌های قدیمی، میان آلبوم‌ها و لابه‌لای جراید قدیمی پیدا می‌کند. او بسیاری از سوژه‌های نقاشی‌هایش را از مجلاتی پیدا کرده است که پدرش در آن دوران آبونمان بود.

حاجی‌زاده در حال عکاسی

تا پیش از مجموعهٔ جنبش جنگل، برای حاجی‌زاده عکس‌ها تنها دستمایه‌ای برای ساختن آثارش بودند. در آن دوران او با شوخ و شنگی خاصش به درهم‌ریزی عناصر عکس برای رسیدن به ترکیب‌های طنزآمیزی می‌پرداخت؛ اما در مجموعهٔ جنبش جنگل به علت علاقه‌اش به میرزا کوچک‌خان و خیزش جنگل این‌بار برخلاف باقی آثارش جهت‌دار عمل می‌کند. حاجی‌زاده در این مجموعه می‌کوشد با تأملی جانب‌دار بر زندگی میرزا کوچک‌خان و یارانش، زندگی آنان را به مثابهٔ قهرمانانی ترسیم کند که به نیاز عاطفی فردی و اجتماعی پاسخ می‌دهند. در آثار او در این مجموعه روزبه‌روز میرزا وضوح بیشتری می‌یابد، بزرگ می‌شود، فضا را اشغال می‌کند و در آب و خاک و هوا ریشه می‌گستراند؛ حضورش به‌اندازهٔ غیبتش مهم است و مرگش همان‌قدر حماسی است که زندگی‌اش. به دلیل این نگرش شیفته‌وار است که تابلوهای میرزا، ابراهیم حشمت و دیگر یارانش بیش از آن‌که در گرو ضرورت‌های تجسمی باشد، وامدار احساسات عاشقانهٔ نقاش به شخصیتی است که بازتاب‌دهندهٔ نوستالژی جوانی وی است.
حوادث روزنامه‌ها چه مربوط به ایران باشد، چه باقی دنیا برای او جالب و جذاب است. او عکس‌های این اتفاقات را جدا کرده و از آن‌ها بایگانی مفصلی برای خود تهیه کرده است. حاجی‌زاده معتقد است اتفاقات روز دنیا باعث ایجاد انگیزه‌های تازه در نقاشی‌های او می‌شوند؛ با این وجود، پرداختن به این حوادث نیز کاملاً از دریچهٔ همان رویهٔ گذشته‌اش، یعنی علاقه به عکس‌های قدیمی است. به عنوان مثال، پس از تخریب تندیس‌های بودا در بامیان توسط طالبان در مارس ۲۰۰۱، این سوژه را دستمایه قرار داده و کاری در ابعاد ۳×۲ متر کشید که در آن با استفاده از عکسی از دوران قاجار، صحنه‌ای از قمه‌زنی را نشان می‌دهد در حالی که بتمن در کنار جمع ایستاده است.
اما برخی چهره‌ها در نقاشی‌های او تکرار می‌شوند. یکی از این چهره‌ها تاج‌السلطنه همسر ناصرالدین شاه قاجار است. حاجی‌زاده شخصیت این زن و این‌که سوگلی ناصرالدین شاه و یکی از زنان بانفوذ دربار قاجار بوده را دلایل علاقه‌اش به این شخصیت می‌داند. او گاهی یک تابلو را با تغییرات مختصری و هر بار با ابزار مختلفی نظیر مداد، آبرنگ یا ترکیب مواد و در ابعاد بزرگ چندین بار تکرار می‌کند و معتقد است نمایش این آثار در کنار هم برای بینندگان تأثیرگذار است.

## تأثیر و تأثر
حاجی‌زاده از کاوه گلستان به عنوان یکی از تأثیرگذارترین شخصیت‌های زندگی هنری خود نام می‌برد:
کاوه تصویر دیگه‌ای از ایران را به من نشان داد. در آن ایرانی که همه پی زیبایی و ظواهر بودند، کاوه مرا به قشر محروم جامعه و آنچه که در حاشیهٔ جامعه بود معرفی کرد و این کار او روی سوژه‌هایی که برای نقاشی استفاده می‌کردم تأثیر گذاشت.
قاسم حاجی‌زاده در آغاز آبستره کار می‌کرد؛ یک آبسترهٔ محض که هیچ‌گونه فرمی در آن نبود؛ اما در دههٔ ۱۳۵۰ به واسطهٔ همنشینی با اردشیر محصص، فیگورها به آثارش راه یافتند، محصص همواره به او توصیهٔ اکید می‌کرد که به نقاشی فیگوراتیو سوق یابد به طوری که ایدهٔ نقاشی از پرترهٔ شاعران را محصص به او داد و همچنین حاجی‌زاده تابلوی معروف «مهوش» را به سفارش محصص خلق کرد، که آن را فریدون آو خرید. حاجی‌زاده اردشیر محصص را بزرگ‌ترین استاد خود می‌داند و معتقد است معاشرت با او چیزهای زیادی از جدیدترین جریانات هنری آن روز دنیا به او آموخته است. به توصیهٔ محصص بود که او به کار در زمینهٔ نقاشی فیگوراتیو پرداخت و ایدهٔ نقاشی از پرترهٔ شاعران را به او داد.
حاجی‌زاده همچنین ملاقاتش با منوچهر یکتایی را در شکل‌گیری دیدگاه هنری خود مؤثر می‌داند. نقاشی‌های حاجی‌زاده تا پیش از ملاقات با یکتایی تلفیقی بودند از آبستره و نقاشی فیگوراتیو اما یکتایی معتقد بود نقاشی یا باید آبستره باشد یا فیگوراتیو. پس از ملاقات با یکتایی بود که حاجی‌زاده دیگر در آثارش فرم‌های آبستره را ادامه نداد.

## کارنامه

### نمایشگاه‌ها
اولین و دومین نمایشگاه انفرادی حاجی‌زاده در گالری قندریز در سال‌های ۱۳۴۸ و ۱۳۵۰ برگزار شد که شامل مجموعهٔ آبستره‌های آثار وی بودند. از دیگر نمایشگاه‌های نمایشگاه او انجمن فرهنگی ایران و آمریکا در سال ۱۳۵۱ بود که نمایش نقاشی او از پرترهٔ شاعران و مقدمهٔ ورود قاسم حاجی‌زاده به نقاشی پاپ بود. همچنین می‌توان به نمایشگاه سال ۱۳۵۴ او در انستیتو گوته اشاره کرد که در آن اسکچ‌هایی از تابلوهای آینده‌اش و رویکرد جدیدش را نیز به نمایش گذاشت. نمایشگاه سال ۱۳۵۵ او در انجمن ایران و آمریکا که در آثارش از عکس‌های خانگی، عکس‌های صفحات حوادث، روی جلد مجلات زرد استفاده کرده بود دیگر نمایشگاه اوست. حاجی‌زاده در ۱۳۵۶ خود منظره‌سازی را سوژه قرار می‌دهد و در استفادهٔ مجدد از عکس‌ها در نقاشی مشخصات زمانی و مکانی‌شان تحت‌الشعاع تخیل نقاش قرار می‌گیرد.
نمایشگاه سال ۱۳۶۶ حاجی‌زاده در گالری «کارولین کور» پاریس به گفته خود مهم‌ترین نمایشگاه زندگی‌اش است. در این نمایشگاه مجموعهٔ میرزا کوچک‌خان او با استقبال مردم فرانسه مواجه شده و مدیران گالری نیز آن نمایشگاه را بی‌سابقه می‌دانستند، به طوری که مردم گاه برای تماشای آثار وی صف می‌کشیدند. این نقاش پرآوازه ایرانی پس از آن موفقیت‌های چشمگیری در خارج از ایران به دست آورده و نقاشی‌هایش در موزه بین‌المللی هنر نائیف، موزهٔ هنرهای معاصر سئول کرهٔ جنوبی، بنگلادش، اردن و موزهٔ هنرهای معاصر تهران نگهداری می‌شوند.
در سال ۱۳۷۱ حاجی‌زاده به دعوت معصومه سیحون برای برگزاری نمایشگاه به ایران برگشت و در گالری سیحون نمایشگاه گذاشت.
حاجی‌زاده پس از ۲۳ سال دوری از ایران، در بهار ۱۳۹۱ آثارش را در قالب نمایشگاهی با عنوان «مروری بر آثار روی کاغذ» در گالری اثر تهران مرور کرد که در آن برگزیدهٔ نقاشی‌های حاجی‌زاده در فاصلهٔ سال‌های ۱۳۵۷ تا ۱۳۹۰ به نمایش درآمد. او خود دربارهٔ دلیل بازگشتش به ایران و برگزاری نمایشگاه این‌گونه می‌گوید:
گویا مدتی پیش جامعهٔ هنری ایران مرا دوباره به یاد آورد. از یک سو پنج–شش گالری‌دار و چندین هنرمند به دیدارم در پاریس آمدند و مرا برای برپایی نمایشگاه در تهران دعوت کردند؛ از سویی دیگر، راستش، در این مدت، من پدر و مادرم را از دست دادم و نتوانستم در مراسم کفن‌ودفن‌شان حاضر شوم. به لحاظ روحی دچار حالت‌های خاصی شده بودم؛ پدرم را در خواب می‌دیدم؛ با دکتر مشورت کردم گفت: به جهت عدم حضور بر سر مزارشان این‌جوری‌ام؛ بالآخره در وقایع ناگواری مثل فوت عزیزان، حضور در هفتم و چهلم… آرامش‌بخش است؛ از این گذشته، من پسر بزرگ خانواده‌ام و باید برای سروسامان‌دادن امور هم به ایران می‌آمدم؛ بنابراین آمدم. صبح داشتم به دوستم می‌گفتم: «بعد از ۴۰ سال، دو–سه روزی که در خانهٔ پدری‌ام در لاهیجان بودم، راحت خوابیدم.» من در پاریس هم‌خانه دارم ولی هیچ‌وقت فکر نمی‌کنی آن‌جا خانه‌ات است. من در پاریس دو همسر و از هر یک از آن‌ها فرزند دارم، ولی آن‌جا خانهٔ من نیست، خانهٔ من این‌جاست. در لاهیجان به آسودگی و آرامش رسیدم.
با این‌که حاجی‌زاده مدام در حال تولید اثر است، با این حال، خود را اهل حضور نمایشگاه‌ها نمی‌داند و اگر جایی دعوت نشود آثارش را ارائه نمی‌دهد. او یکی از دلایل این احساس در درون خودش را تأثیری می‌داند که انقلاب ۱۳۵۷ ایران بر او گذاشته است.
در شهریور ۱۳۹۲، برای اولین بار نمایشگاهی دربارهٔ هنر مدرن ایران با عنوان ایران مدرن در نیویورک و در موزهٔ انجمن آسیا برگزار شد و آثاری از حاجی‌زاده نیز در این نمایشگاه به نمایش درآمد. در دی ۱۳۹۲ آثاری از حاجی‌زاده در نمایشگاهی به نام «یادآوری آینده: هنر پساانقلابی ایران» در گالری برونئی در دانشکده مطالعات شرقی و آفریقایی دانشگاه لندن به نمایش درآمد. بیژن روحانی، آثار حاجی‌زاده را که در این نمایشگاه به نمایش درآمده بودند، از نمونه‌های مهم فتومونتاژ در ایران دانسته است.

#### گروهی
۱۹۶۵
- گالری صبا، ایران، تهران
- نمایشگاه فضای باز، پارک پهلوی، ایران، تهران

۱۹۷۲–۱۹۷۳
- گالری سالیوان، ایران، تهران

۱۹۷۳
- نمایشگاه هنرمندان معاصر ایرانی، فرانسه، بلژیک، ترکیه، چین، یوگسلاوی
- نمایشگاه یونسکو، گالری قندریز و گالری مس، ایران، تهران
- هنرمندان معاصر ایران، مرکز نمایشگاه، ایران، تهران

۱۹۷۴
- هفتمین جشنوارهٔ فرهنگ و هنر: آثار هنرمندان معاصر ایرانی در صدمین نمایشگاه گالری قندریز، گالری قندریز، ایران، تهران (کاتالوگ)
- موزهٔ هنرهای معاصر، بلگراد، صربستان (کاتالوگ)
- جشنوارهٔ کنی سور مرن، کنی سور مرن، فرانسه
- نمایشگاه هنرمندان ایرانی، آنکارا، ترکیه (کاتالوگ)

۱۹۷۶
- نمایشگاه بازل، سوییس (کاتالوگ)

۱۹۷۷
- گالری هادن زند، واشینگتن دی سی (کاتالوگ)
- موزهٔ هنرهای معاصر، ایران، تهران

۱۹۷۸
- نمایشگاه بازل، سوییس (کاتالوگ)

۱۹۸۴
- فرهنگسرای نیاوران، ایران، تهران

۱۹۸۶
- گالری کارولین کور، فرانسه، پاریس

۱۹۸۷
- گالری ر.و. س، ساوت‌همپتون، نیویورک گالری کارولین کور، فرانسه، پاریس
- سالن فیگوراسیون و نقد کاخ بزرگ، فرانسه، پاریس (کاتالوگ)

۱۹۸۸
- هنر برای زندگی، انستیتو کوری، فرانسه، پاریس (کاتالوگ)
- المپیاد هنری سئول، کرهٔ جنوبی (کاتالوگ)
- گالری کارولین کور، فرانسه، پاریس

۱۹۸۹
- هنر در مدرسه، فرانسه، پاریس (کاتالوگ)
- مکاشفهٔ ۸۹: پنجمین نمایشگاه بین‌المللی هنرهای تجسمی، لامارتین، پاریس، فرانسه (کاتالوگ)
- هنر اس.او. اس ارمنستان، پیر کاردن، فرانسه، پاریس (کاتالوگ)
- گالری کارولین کور، فرانسه، پاریس
- هنر معاصر از دنیای اسلامی، گالری مرکز تجمعات مرکز باربیکن، انگلیس، لندن

۱۹۹۰
- هنرهای معاصر، لونز له سونیه، ژورا، فرانسه (کاتالوگ)
- مرکز فرهنگی فرانسه در بلگراد، بلگراد، یگوسلاوی (کاتالوگ)
- هنر درون، نمایشگاه والنسیا، اسپانیا

۱۹۹۱
- پیکره‌بندی‌های معاصر، بلویل، پاریس، فرانسه (کاتالوگ)

۱۹۹۲
- سالن هنرمندان بیستم، فرانسه، پاریس (کاتالوگ)

۱۹۹۳
- رنگ‌های هنر، گابریه دو نسل، فرانسه، پاریس
- سالن اکتبر بریو، فرانسه (کاتالوگ)

۱۹۹۶
- لیگ، کمیتهٔ هرو، فرانسه

۱۹۹۷
- گالری ژاژا، فرانسه، پاریس
- هنر رایج: آثار مردمی شاتو دو وردون، فرانسه
- سالن مه، فرانسه، پاریس
- خانوادهٔ نقاشان، اتحادیه. انجمن‌های خانواده‌های فرانسه، ول دو مرن

۱۹۹۷–۲۰۰۰
- سالن مه، فرانسه

۱۹۹۸–۲۰۰۴
- سالن مقایسات، فرانسه

۱۹۹۹–۲۰۰۶
- نمایشگاه پاییز، فرانسه

۲۰۰۳–۲۰۰۵–۲۰۰۷
- دوسالانهٔ ۱۰۹، فرانسه

۲۰۰۷
- مرکز فرهنگی والری-لاربو، فرانسه، ویشی
- نمایشگاه پاییز، فرانسه، کلرمون فران
- استودیو پولشری، هلند، لاهه

۲۰۰۸
- گالری بیکتور سابردرا، بارسلونا
- گفت‌وگوی شرق و غرب: عرفان، طنز و گذشتهٔ افسانه‌ای، (به سرپرستی:) لیلا س. دیبا، گالری لیلا هلر، ایالت نیویورک، نیویورک سیتی
- پیکربندی تخیل: پیرامون پت آندریا، مرکز هنرهای معاصر ریموند فاربوس، فرانسه، مون-دو-مارسان[۱۱۹]
- هنرمندان ایرانی در اروپا، فرانسه، بوسینی[۱۲۰]

### مجموعه‌ها
- ۱۳۵۸–۱۳۶۳: مجموعه نقاشی‌های جنبش جنگل[۱۲۱]

### تلویزیون/فیلم
۱۹۸۷
- نامهٔ فراموش‌شده، اثر جی.ال. برتروسیه، شبکهٔ ۲، همکاری فیلم

۱۹۸۸
- مستند بی‌بی‌سی در مورد «زندگی یک هنرمند ایرانی پس از تبعیدش به فرانسه»

۱۹۹۰
- مصاحبه با یک هنرمند ایرانی (حاجی‌زاده) که در پاریس زندگی و کار می‌کند، تلویزیون ایران، فیلم مستند

۱۹۹۳
- تصاویر ثابت، آتلیهٔ واران، مستند جاناتان امبی (زندگی خصوصی و هنری قاسم حاجی‌زاده)[۱۲۲]

۲۰۱۱
- قاسم حاجی‌زاده؛ نقاش خاطره‌ها: گزارش بهنام ناطقی، نیویورک: صدای آمریکا (بخش فارسی)، شنبه ۱۹ آذر ۱۳۹۰[۱۲۳]

### آثار چاپی
۱۹۹۲
- یاد سبز: مجموعهٔ نقاشی‌های میرزا کوچک‌خان جنگلی، (مقدمه:) جواد مجابی، (به کوشش:) منیژه میرعمادی (ناصری)، تهران: منیژه ناصری، ۱۳۷۱.[۱۲۴]

۱۹۹۵
- جلد کتاب «Femme de Sable et de Myrrhe» اثر حنان الشیخ، انتشارات اکت سود، فرانسه[۱۲۵]

### مجموعه‌های موزه‌ای
- موزهٔ هنرهای خام «نویه دو سورزن»، فرانسه
- موزهٔ هنرهای معاصر اردن، اردن
- موزه ملی بنگلادش، هند
- موزهٔ هنرهای معاصر سئول، سئول، کره جنوبی
- موزهٔ هنرهای معاصر تهران، ایران، تهران[۱۲۶]

## نگارخانهٔ شخصی
حاجی‌زاده هم‌اکنون در پاریس دو خانه و دو آتلیه دارد. آتلیهٔ شخصی وی در میدان بستی در پاریس است و او نقاشی‌هایش را از پشت شیشهٔ آن برای فروش عرضه می‌کند. دولت فرانسه به هنرمندان موفق فرانسوی آتلیه اعطا می‌کند و در ازای این امکانات از فروش آثار آنان مالیات اخذ می‌کند. حاجی‌زاده نیز به این ترتیب آتلیه‌ای به مساحت ۱۴۵ متر که سقف آن هشت متر ارتفاع دارد در منطقهٔ ممپغنس که منطقه‌ای هنری و مشهور در پاریس است، در اختیار گرفته است که آثار با ابعاد بزرگش را آن‌جا خلق می‌کند.